# Ofensiva de Homs de 2024
La Ofensiva de Homs de 2024 fue una operación militar lanzada por fuerzas del Gobierno de Salvación Sirio (SSG) y grupos rebeldes aliados respaldados por Turquía  en el Gobierno Interino Sirio (SIG) durante la Ofensiva de la oposición siria de 2024, una fase de la Guerra Civil Siria. La operación fue lanzada por el Comando de Operaciones Militares tras la captura de Hama el 5 de diciembre de 2024 durante la ofensiva de Hama de 2024. La ofensiva terminó con la captura de la ciudad por las fuerzas de la oposición en la noche del 7 al 8 de diciembre, después de que las fuerzas gubernamentales abandonaran la ciudad.

## Antecedentes
El 5 de noviembre de 2024, los ataques aéreos israelíes tuvieron como objetivo depósitos de armas de Hezbolá en la ciudad de Al Qusayr.
El 16 de noviembre de 2024, se produjo una segunda ronda de ataques aéreos israelíes contra objetivos de Hezbolá en la región de al-Qusayr. También fueron atacados emplazamientos militares sirios. Los ataques destruyeron varios puentes, incluido el que cruza el río Orontes y que conecta Qusayr con varias localidades de las zonas rurales oriental y occidental de Homs.
El 27 de noviembre de 2024, grupos de oposición sirios liderados por Tahrir al-Sham (HTS) lanzaron una ofensiva en el noroeste de Siria contra las fuerzas del gobierno de Bashar al-Assad. Esta fue la primera gran ofensiva de cualquier facción en el conflicto desde el alto el fuego de Idlib de marzo de 2020.
El 5 de diciembre, las fuerzas de la oposición capturaron Hama.  Al enterarse de la noticia del avance rebelde, miles de residentes de Homs huyeron de la ciudad a medida que las fuerzas de la oposición se acercaban.

## Ofensiva
Tras la caída de Hama el 5 de diciembre de 2024, las fuerzas de la oposición se posicionaron a unos 40 kilómetros del centro de la ciudad de Homs . Según se informa, las fuerzas gubernamentales se retiraron de al-Rastan, mientras que la ciudad de Talbiseh también cayó del control del gobierno a raíz de los avances de la oposición. Las fuerzas de la oposición llevaron a cabo ataques con drones contra la 27ª División del Ejército Árabe Sirio cerca de la aldea de Tir Ma'la.

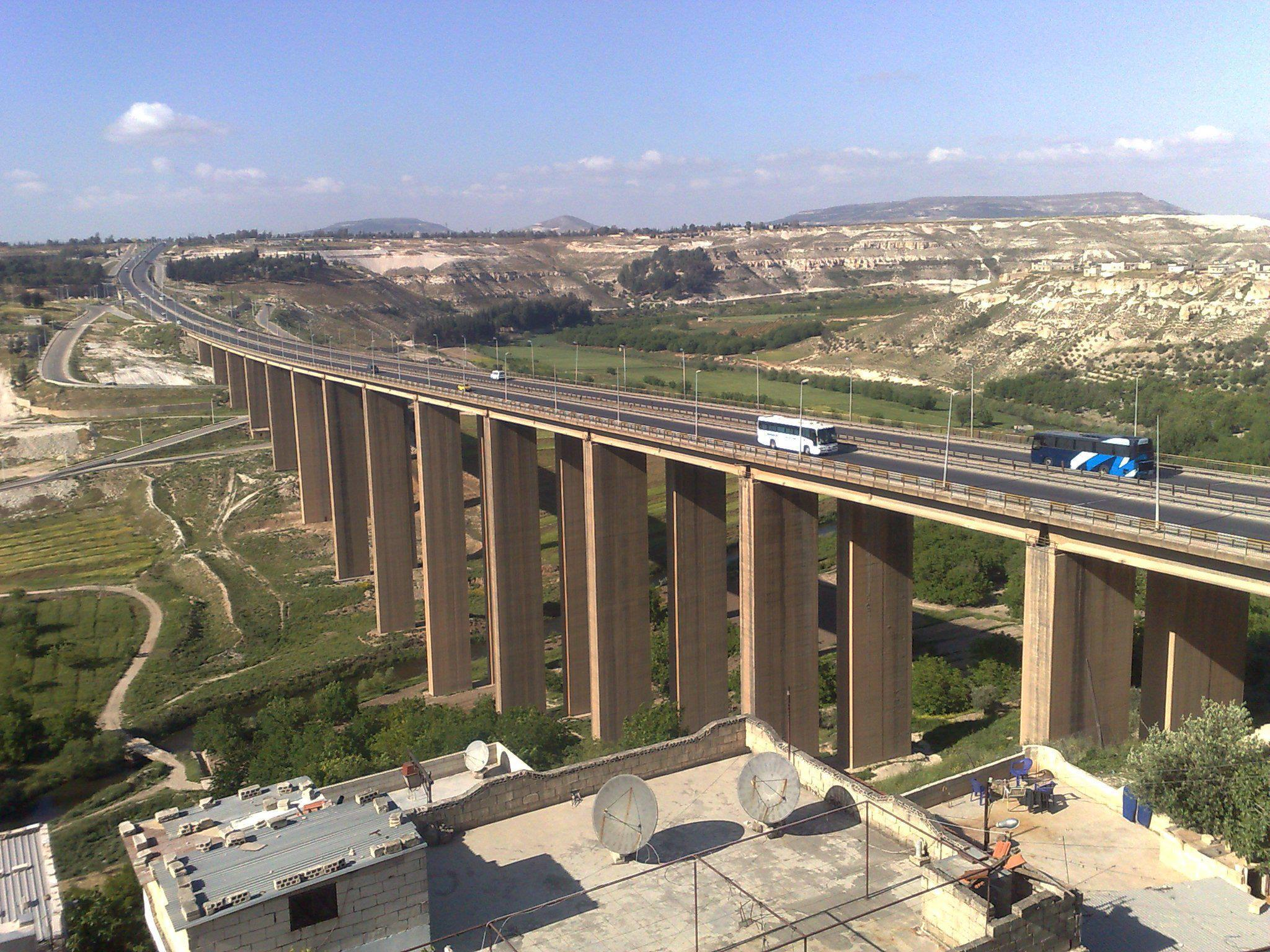
Puente Al-Rastan, que fue dañado por un ataque aéreo de las Fuerzas Aeroespaciales Rusas para evitar que HTS y las fuerzas aliadas avanzaran.

Grupos militantes locales capturaron las instalaciones del batallón de ingeniería del SAA en las afueras de al-Rastan, donde adquirieron vehículos militares y suministros de municiones. Los aviones de guerra alineados con el SAR realizaron aproximadamente diez ataques contra la periferia norte de al-Rastan y las zonas que rodean el puente principal que conecta Hama con Homs. El SAA también atacó posiciones rebeldes en Talbiseh con fuego de artillería y misiles por primera vez en varios años. Las autoridades del SAA establecieron barreras de tierra a lo largo de la carretera Homs-Hama en dirección a Talbiseh para aislar a Rastan y Talbiseh de la ciudad de Homs. Un importante convoy del SAA de más de 200 vehículos que transportaban armas y municiones fue redirigido a la ciudad de Homs para reforzar posiciones en el distrito de Al-Waer y cerca de instalaciones educativas militares. En un intento de detener los avances rebeldes, las Fuerzas Aeroespaciales Rusas lanzaron un ataque aéreo sobre el puente Al-Rastan de la autopista M5 sobre el río Orontes, que conecta Homs y Hama. 
El 6 de diciembre de 2024, las fuerzas de la oposición capturaron Al-Rastan, Talbiseh y Al-Dar al-Kabirah y se acercaron a las afueras de Homs. Mientras tanto, las fuerzas progubernamentales se retiraron de varias localidades al norte de la ciudad, incluidas Teir Maalah, Al-Zaafaraniyah, Al-Majdal, Deir Ful, Asilah, Farhaniyya, Al-Wazi'iya Al-Ghasibiyya, Al-Makramiyya e Izz al-Din. Por la tarde, las fuerzas pro gubernamentales se habrían retirado completamente de Homs hacia la ciudad de Latakia, y sólo quedaban hombres armados pro gubernamentales locales en los barrios de mayoría chií de la ciudad. El Ministerio de Defensa sirio negó estos informes Las fuerzas gubernamentales convocaron un ataque aéreo contra el puente Al-Rastan en la carretera Homs-Hama, conocida como la carretera M45, en un intento de aislar a Hama y Homs de las fuerzas de oposición y también de frenar los avances de los rebeldes.  Los ataques aéreos contra los suburbios orientales de Homs mataron a 20 civiles. 
Ese día, los ataques aéreos israelíes tuvieron como objetivo dos cruces fronterizos con el Líbano, Arida y Jousieh, en la zona rural de Al-Qusayr, en el suroeste de Homs, que se utilizaban como centros de transferencia de armas para las fuerzas pro gubernamentales de Hezbolá.
Las fuerzas pro gubernamentales trasladaron "grandes refuerzos" cerca de la ciudad de Homs ese día y hasta la noche del 7 de diciembre de 2024.
El 7 de diciembre de 2024, los rebeldes liderados por HTS llegaron a las afueras de la ciudad de Homs en medio de intensos combates.  Al menos siete civiles murieron en ataques aéreos y fuego de artillería.  Hezbolá anunció el envío de 2.000 combatientes a Al-Qusayr, pero aún no se ha enfrentado con las fuerzas rebeldes.  Por la tarde, Reuters informó que los rebeldes entraron en los suburbios de la ciudad desde el norte y el este. Por la noche, los rebeldes tomaron la prisión central de Homs, en la parte norte de la ciudad, y liberaron a cientos de detenidos.  Decenas de combatientes de Hezbolá de la fuerza de élite Redwan huyeron de Homs después de que el ejército sirio decidiera que la ciudad ya no podía ser defendida.
En un evento separado, el Ejército de Comando Revolucionario, respaldado por Estados Unidos, avanzó en la zona rural oriental de Homs, abriendo un nuevo frente contra el gobierno. Los rebeldes capturaron Palmira, Al-Sukhnah y las aldeas de Karyetin y Al-Qaryatayn. Los rebeldes también capturaron las montañas estratégicamente ubicadas del Monte Gurab y Jabal al-Ghurab.
En la madrugada del 8 de diciembre de 2024, los rebeldes sirios declararon que habían capturado por completo la ciudad de Homs, aislando así la Gobernación de Latakia del resto del país. Los rebeldes continuaron su avance hacia la Gobernación de Homs y capturaron Al-Qusayr, después de que cientos de combatientes de Hebzollah cruzaron nuevamente al Líbano. Poco después, la Fuerza Aérea israelí atacó uno de los convoyes de Hezbolá en el cruce. 